# Heaval
Heaval, en gaélique écossais Sheabhal, est un sommet du Royaume-Uni situé en Écosse, dans les Hébrides extérieures.

## Géographie
Avec 383 mètres d'altitude, il est le point culminant de l'île de Barra. Sa proéminence supérieure à 150 mètres en fait un marylin. La colline domine Castlebay, le principal village et port de l'île situé à 1,5 kilomètre au sud-ouest du sommet. L'A888, la route faisant le tour de Barra, passe au sud de Heaval via un petit col séparant la colline de celle de Beinn nan Carnan située au sud. Sur son flanc sud se trouve une statue de la Vierge à l'Enfant datant de 1954 et nommée « Notre-Dame des Mers », en anglais Our Lady of the Seas.

## Course pédestre
Une course à pied, le Heaval Race, est organisée chaque année depuis 1969. Il s'agit d'une boucle partant et aboutissant au Castlebay Square en passant par le sommet de Heaval.

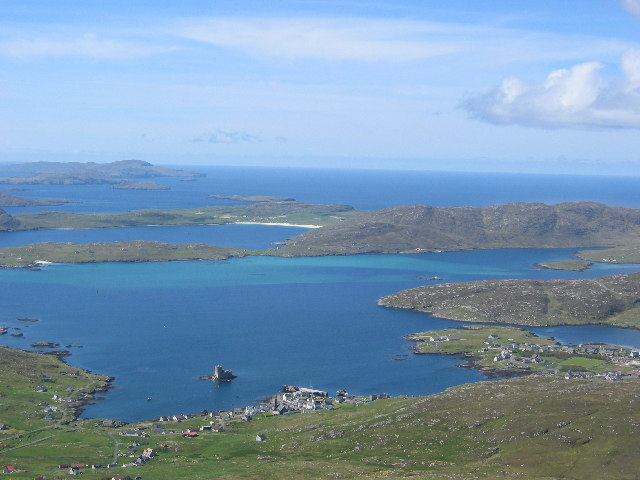
Vue vers le sud depuis Heaval : aux pieds de la colline se trouve Castlebay, principale localité de l'île, en face de laquelle s'élève le château de Kisimul. Plus loin se trouvent les îles de Vatersay et de Sandray.

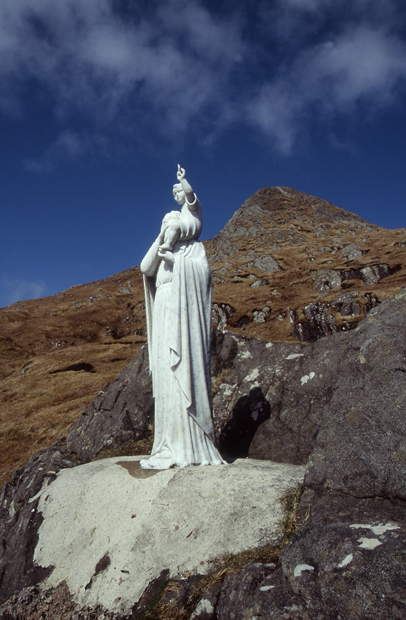
Notre-Dame des Mers avec le sommet de Heaval au dernier plan.